# Dermaleipa
Dermaleipa é um gênero de traça pertencente à família Arctiidae.